# هوهانس آنکیوراتسی
هوهانس آنکیوراتسی (ارمنی: Հովհաննես Անկյուրացի؛  - درگذشته تاریخ نامعلوم)  چاپگر، چاپ دستی و چهره سرشناس اهل ارمنستان بود.

## زندگی‌نامه
وی در سده ۱۷ام به دنیا آمد . وی در رم (۱۶۳۷-۱۶۴۱) سکونت داشت وی در سده ۱۷ام درگذشت.